# Château de Rives
Le prieuré de Montjoux, appelé localement château de Rives ou château de Montjoux est un ancien établissement religieux du XIVe siècle qui se dresse à Rives-sous-Thonon, sur la commune de Thonon-les-Bains, une commune française, dans le département de la Haute-Savoie en région Auvergne-Rhône-Alpes. En raison d’un imbroglio historique, il a été considéré entre les années 1880 et le milieu des années 2020 comme une maison forte voire un château.
Les façades et toitures du château, ainsi que la cour fermée et son portail font l’objet d’une inscription au titre des monuments historiques depuis le 28 juin 1932.

## Situation

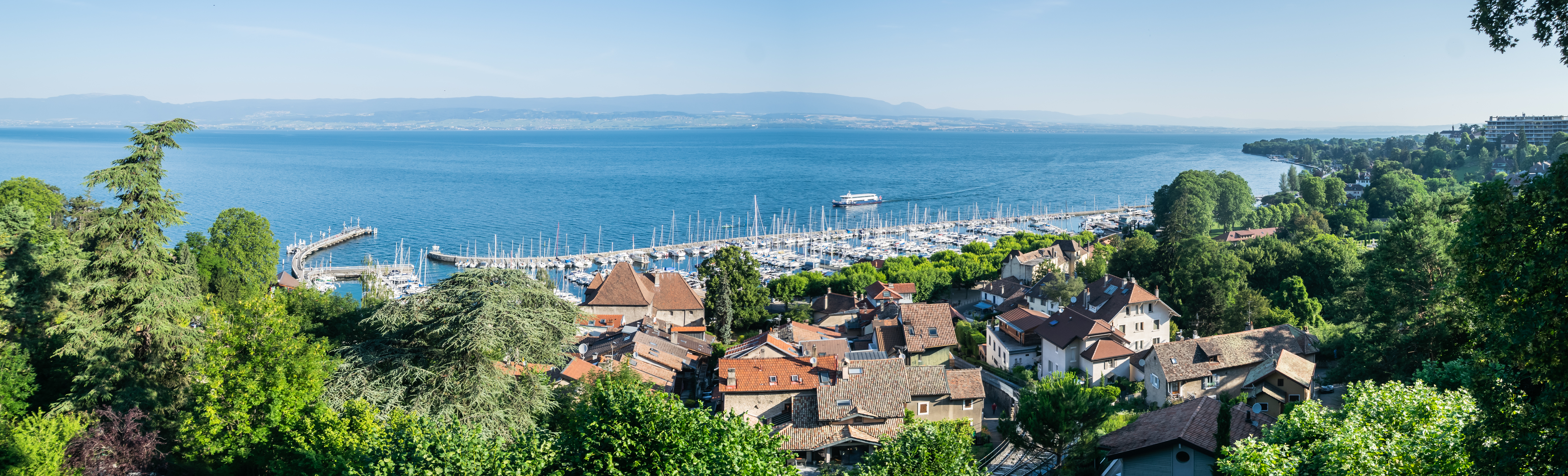
Vue sur le quartier de Rives et le lac Léman.

Le château, situé au bord du Lac Léman, a été construit au Moyen Âge au centre du nouveau bourg de Rives, fondé vers 1280 par le comte Philippe Ier de Savoie.

## Historique
Longtemps, l’ancien prieuré de chanoines réguliers de saint Augustin a été confondu avec une maison forte construite dans la 1re moitié du XIVe siècle à Rives par la famille de Greysier, possible branche cadette de la maison de Faucigny, passée au XVe siècle par alliance à la famille de Rovorée. C’est Louis-Étienne Piccard (1853-1935), prêtre et érudit chablaisien, qui est à l’origine de cette confusion dans les années 1880. Il écrivait encore qu’au début du XVe siècle, le « château » avait été acheté par les prévôts de la Congrégation du Grand-Saint-Bernard, dans le but de se rapprocher de la maison de Savoie installée à ce moment-là au château de Ripaille, non loin de Thonon. Cette confusion a par la suite été reprise par plusieurs auteurs du XXe siècle.
On sait désormais que l’ancien prieuré et la maison forte étaient deux bâtiments voisins et contemporains. Le prieuré, mentionné pour la première fois en 1386, est en réalité un assemblage de plusieurs maisons achetées par les chanoines, entre autres au Lombard Rolando Guerreti, à partir de 1321. Quant à la maison forte, elle est mentionnée pour la dernière fois dans les archives en 1487 avant de disparaître de la documentation écrite. Dès la première moitié du XVIIe siècle, elle est représentée ruinée sur un plan de la ville de Thonon. Sur la Mappe sarde, les deux parcelles sont représentées, mais la maison forte est qualifiée de « masure ». Il n'en reste que la tour des langues.
Les chanoines demeurent à Rives jusqu’au milieu du XVIIIe siècle. En 1752, lorsque la prévôté du Grand-Saint-Bernard est démembrée sur décision du duc de Savoie et du pape, le prieuré est transféré à l'ordre des Saints-Maurice-et-Lazare, de même que d'autres biens dans la région, comme le prieuré de Meillerie, avant d'être vendu au comte de Sonnaz en 1791.
Pendant la Révolution française, l’ancien prieuré est nationnalisé et utilisé pour des activités industrielles (tannerie et poterie) au cours du XIXe siècle. Il ne redevient une résidence privée qu'en 1920.

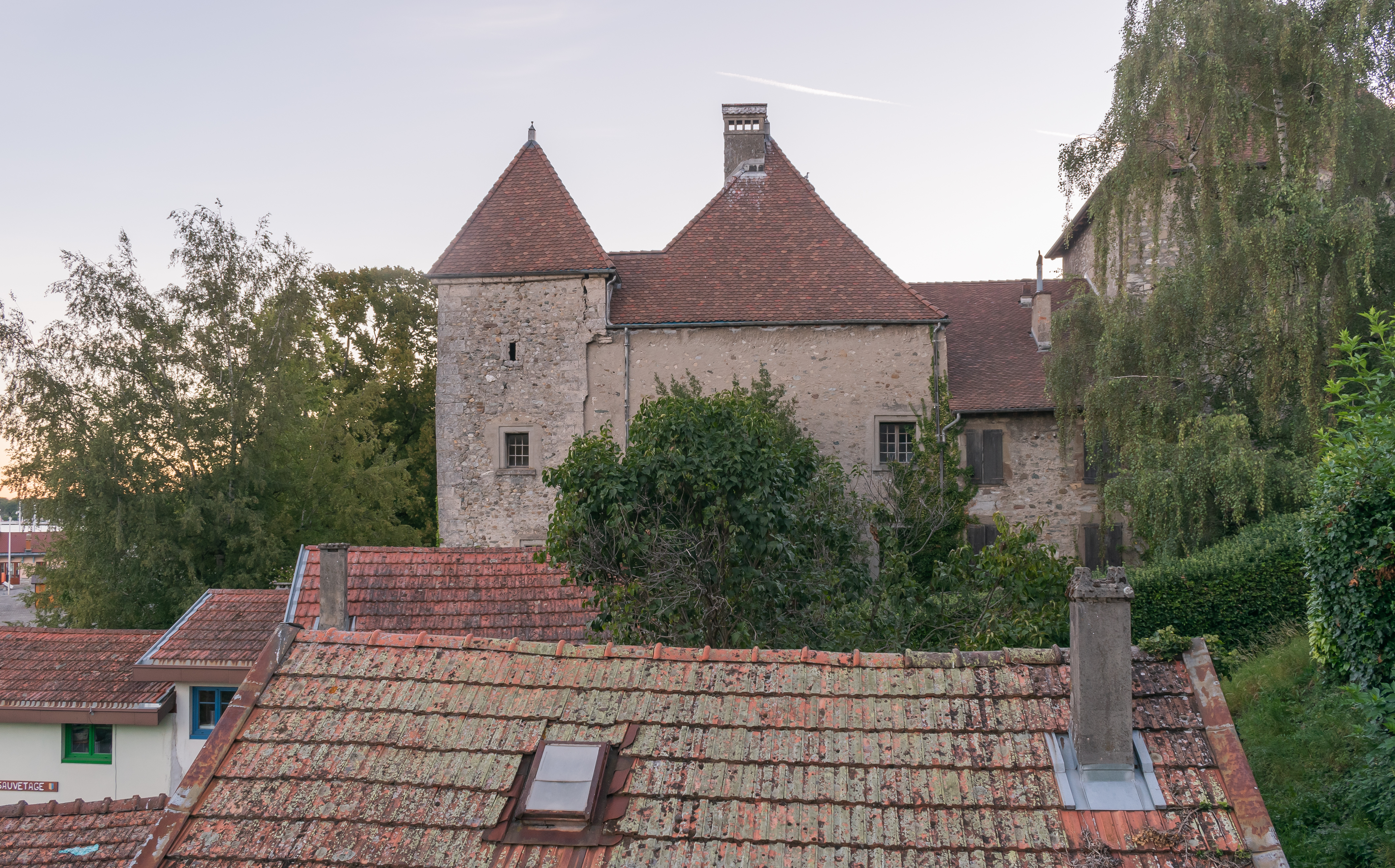
Façade ouest du prieuré.
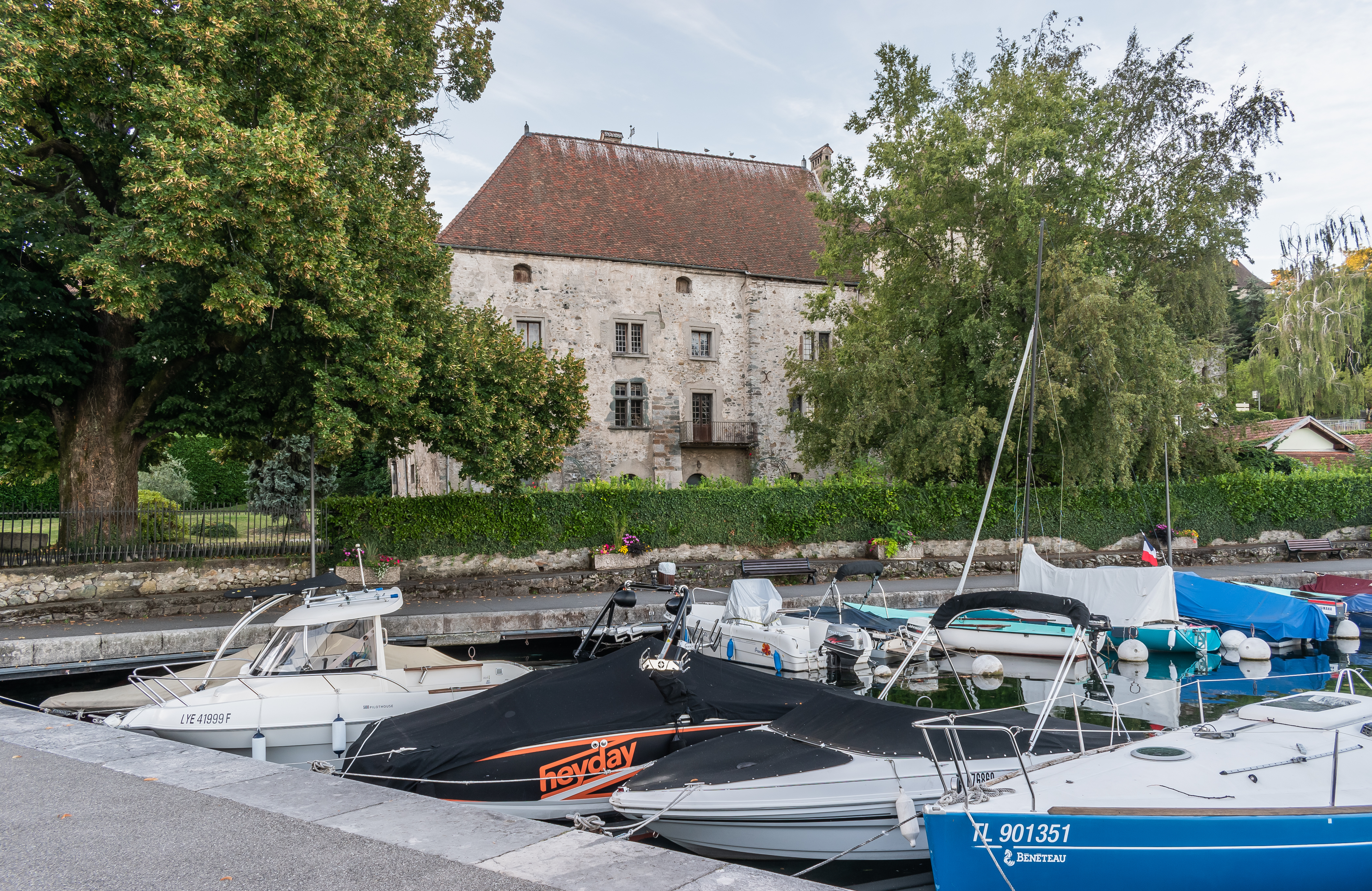
Façade nord du prieuré.
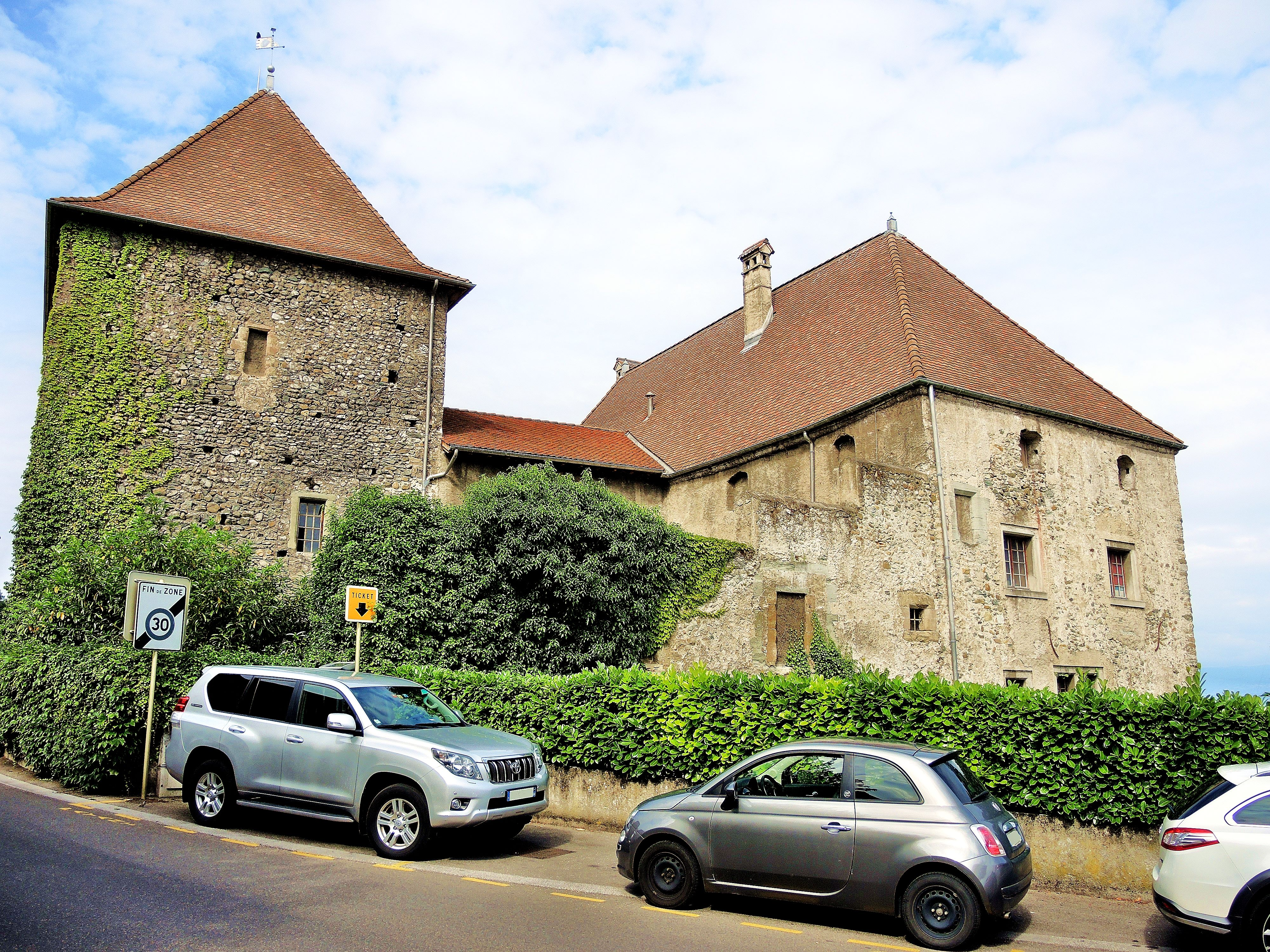
Façade est du prieuré.
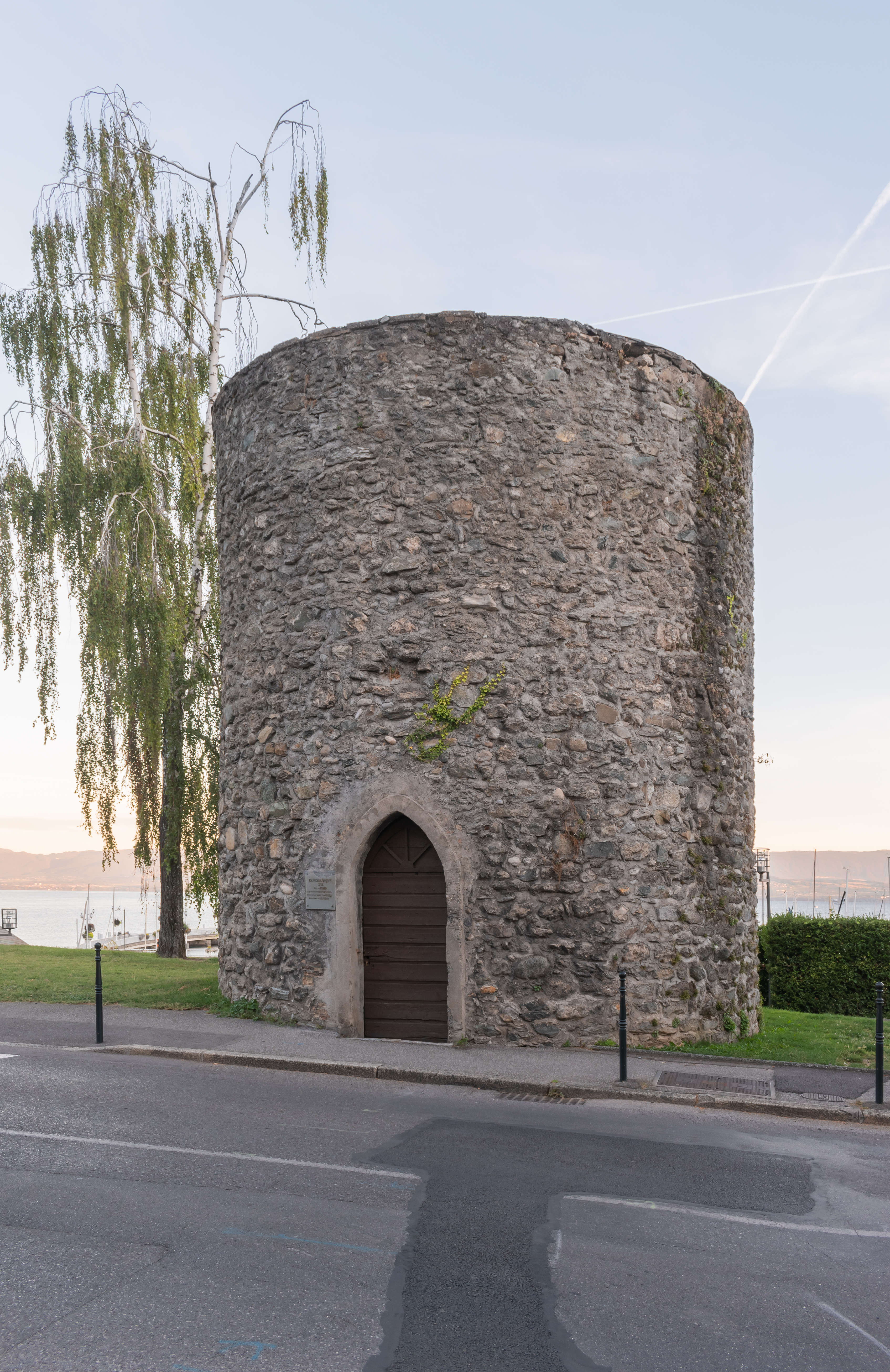
La « tour des langues », unique vestige de la maison forte des Greysier.

Pendant la Seconde Guerre mondiale, le château est réquisitionné pour loger des troupes. Le 29 octobre 1944, M. Brun Henri, ex-commandant du G.M.R. "Ile de France", arrêté à Paris, est amené et enfermé dans une pièce du château par une section de la Milice Patriotique. Il y est victime d'un attentat le 2 novembre, une grenade étant lancée dans sa chambre vers 22h par un inconnu.
Le château est cédé en 1999 à la ville de Thonon. Il a été choisi pour abriter le nouveau musée de la ville de Thonon-les-Bains.